# Magister pecoris camelorum

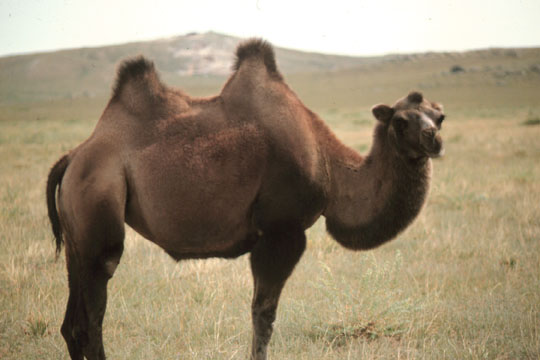
Ein Kamel

Magister pecoris camelorum („Meister des Kleinviehs und der Kamele“) war ein Amt im Römischen Reich der Spätantike. Als Träger ist nur Calocaerus überliefert, ein (offenbar hoher) Beamter auf Zypern, der sich im Jahr 333/334 – in der Zeit Konstantins des Großen – als Usurpator zum Kaiser ausrufen ließ, jedoch schon kurze Zeit später besiegt und hingerichtet wurde. Alexander Demandt vermutet hinter dem nur durch Aurelius Victor überlieferten Titel einen „Aufseher des staatlichen Transportwesens […] in quasi-militärischer Position“.